# Alexander Buisson

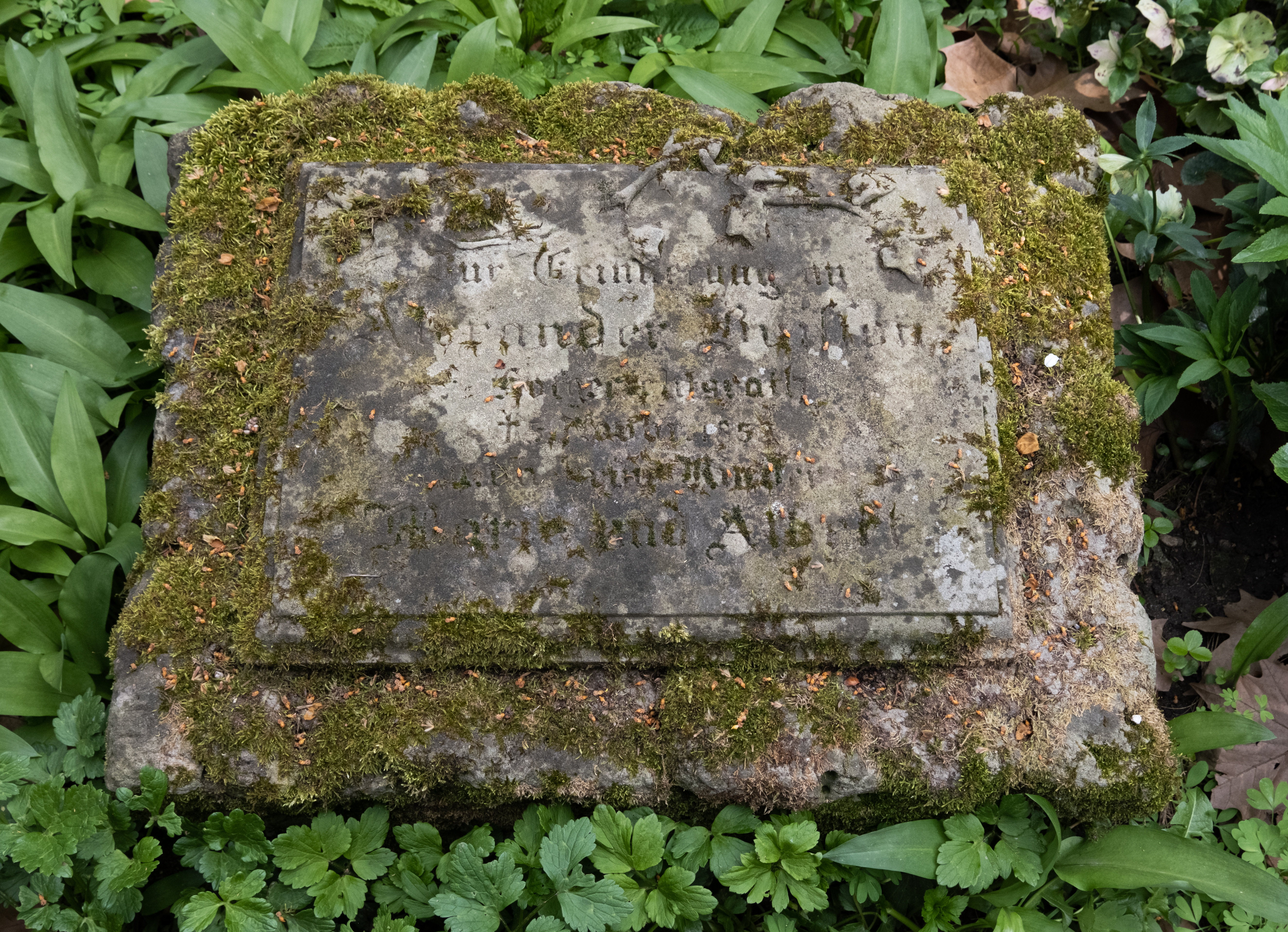
Grabstein auf dem Alten Friedhof in Freiburg

Alexander Buisson (* 1797; † 1853) war Hofgerichtsrat und vom 31. Mai 1849 bis 3. Juli 1849 Bürgermeister von Freiburg.

## Leben
Alexander Buisson wurde am 31. Mai 1849 mit 731 von 749 Stimmen als Nachfolger Joseph von Rottecks, der sich seiner drohenden Verhaftung durch Flucht entzogen hatte, zum Bürgermeister gewählt. Buisson floh mit dem Zusammenbruch der Badischen Revolution am 3. Juli 1849 in die Schweiz. Nach der Flucht des Revolutionsbürgermeisters trat Joseph von Rotteck wiederum an die Stadtspitze.